# 株式会社
株式會社（日语：／ kabushikigaisha，發音：[kabɯɕi̥ki ɡaꜜiɕa] ⓘ），是源自日本法律定義下的一種商業公司（会社）類型，韓國法律也採用此名称（韩语：／ jusighoesa），相當於股份有限公司。

## 日本

### 由來
日本《商法》立法參酌德國法例，引進其股份有限公司（德語：Aktiengesellschaft，直譯「股份協會」）型態，譯為「株式會社」。在幕府享保年間批准特定批發商為「株仲間」，此由商家組織行業公會向幕府付規費，以壟斷商品買賣權，每家單位即「株」，故前述外來組織形式稱「株式」亦指股份；另外股票英文「stock」也有「根株」意思。

### 名稱使用
株式會社依其命名可为公司名前缀，比如彰化銀行（株式会社彰化銀行）日立製作所（株式会社日立製作所），或为在公司名后缀，如豐田汽車（トヨタ自動車株式会社）三菱電機（三菱電機株式会社）等，皆可用縮記「㈱、㊑、㍿」表示。日語會使用「kabushiki kaisha」和連濁的「kabushiki gaisha」兩种讀音，前者多用作公司英文名，縮記「㏍」。
許多日本公司將株式會社（Kabushiki Kaisha，K.K.）譯「Co., Ltd.」，也有翻成美式的「Corporation」或「Incorporated」，英語文件通常指其為「joint stock companies」。日本官方之前曾譯「business corporation」，後來改譯「stock company」。
縮記在Unicode與JIS編碼如下：
| 記号 | Unicode | JIS X 0213 | 字元實體參照      | 名称                                       |
| ---- | ------- | ---------- | ----------------- | ------------------------------------------ |
| ㏍   | U+33CD  | 1-13-67    | &#x33CD; &#13261; | 全形KK SQUARE KK                           |
| ㈱   | U+3231  | 1-13-74    | &#x3231; &#12849; | 全角帶括弧株 PARENTHESIZED IDEOGRAPH STOCK |
| ㊑   | U+3291  | -          | &#x3291; &#12945; | 圓株 CIRCLED IDEOGRAPH STOCK               |
| ㍿   | U+337F  | -          | &#x337F; &#13183; | 全形株式会社 SQUARE CORPORATION            |

## 韓國
由於曾受日本統治影響，沿用日式公司組織架構，同樣《商法》（상법）規範「株式會社」（韩语：／ Jusik Hoesa ?），亦縮記「J.H.」、「㈱」（㈜）。